# بوم‌وانما

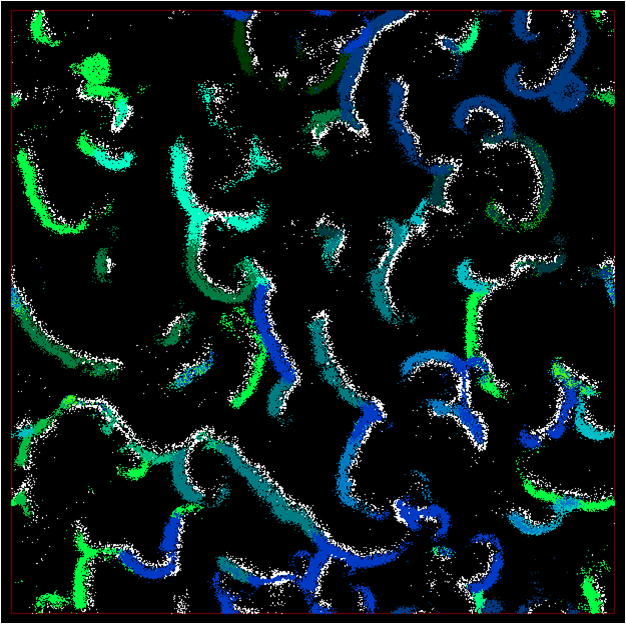
بوم‌وانمایی

بوم‌وانما یا اکوسیم (به انگلیسی: EcoSim)، یک شبیه‌ساز بوم‌سازگان شکارگر-شکار مبتنی بر فردی است که در آن عوامل می‌توانند تکامل یابند. این موضوع برای بررسی چندین پرسش بوم‌شناختی گسترده و همچنین الگوهای تکاملی و فرآیندهای بلندمدت مانند گونه‌زایی و تکامل کلان طراحی شده‌است. بوم‌وانما (EcoSim) توسط رابین گراس در دانشگاه ویندزور در سال ۲۰۰۹ طراحی شده‌است و هنوز هم در حال حاضر برای تحقیق در آزمایشگاه بیوانفورماتیک و شبیه‌سازی اکوسیستم خود استفاده می‌کند.
- واژهٔ «بوم» معادل Eco و «وانمایی» (شبیه‌سازی) معادل simulation است.